# Docosanolid
Docosanolid ist ein Naturstoff aus der Gruppe der Lactone bzw. Makrolide.

## Vorkommen

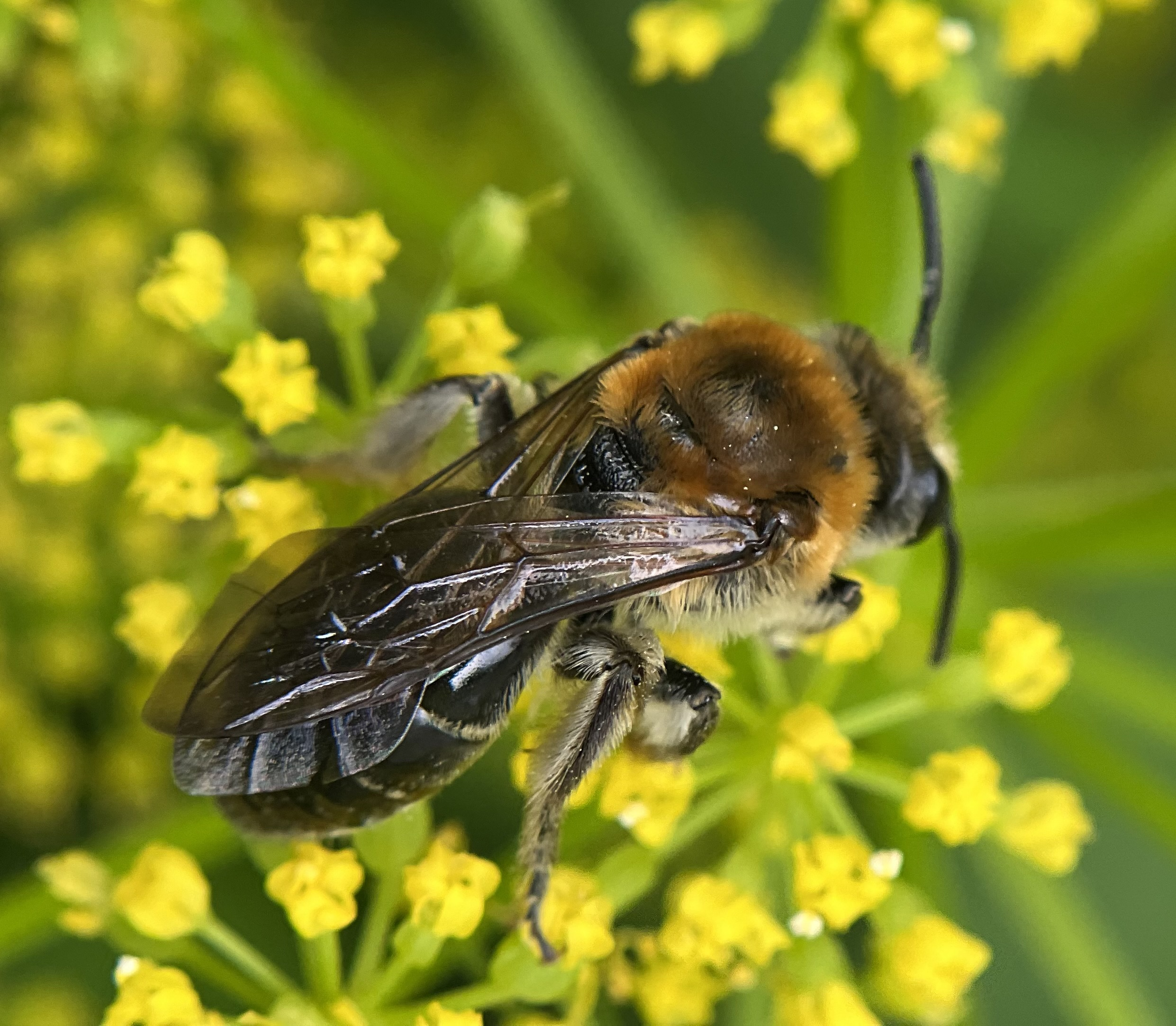
Das Sekret vieler Bienen, z. B. jenes der abgebildeten Colletes thoracius, enthält Docosanolid

Verschiedene Arten von Bienen der Familie Halictidae und Colletidae verfügen über Makrolide in den Dufour-Drüsen. Bei der Eiablage wird daraus ein linearer, hydrophober Polyester produziert, der das Nest schützt. Oft sind Octadecanolid und Eicosanolid die Hauptkomponenten, aber auch Docosanolid ist oft  in größeren Mengen enthalten. Bei einigen Arten der Gattungen Colletes, Lasioglossum, Dialictus und Halictus macht Docosanolid zum Beispiel einen nennenswerten Anteil aus. Bei einigen Arten der Gattung Augochlora sowie bei Augochlorella striata ist es sogar die mengenmäßig wichtigste Komponente. Bei der Art Lasioglossum zephyrum sind verschiedene Makrolide, darunter Docosanolid, auch wichtige Komponenten des Sexualpheromons.
Docosanolid kommt auch im Verteidigungssekret verschiedener Termiten-Arten der Gattung Armitermes vor.

## Synthese
Docosanolid kann durch intramolekulare Veresterung von ω-Hydroxydocosansäure synthetisiert werden. Dies ist durch Bildung eines gemischten Anhydrids mit Pentafluorbenzoylchlorid möglich.